# Heesselt
Heesselt is een dorp in de gemeente West Betuwe in de Nederlandse provincie Gelderland en is gelegen aan de Waalbandijk. Heesselt telt 415 inwoners op 1 januari 2023. Het ligt tussen Varik en Opijnen aan een scherpe bocht van de Waal.

## Openbaar vervoer
Vanuit Varik zijn met de bus de stations van Station Tiel, Station Tiel Passewaaij en Station Zaltbommel bereikbaar.

## Sport
Deze twee sportverenigingen liggen tussen Varik en Heesselt in.
- Voetbalvereniging DSS '14
- Tennisvereniging T.C. Varik-Heesselt

## Geboren in Heesselt
- Adri van Houwelingen (1953), voormalig wielrenner
- Jan van Houwelingen (1955), voormalig wielrenner